# Кюрш, Ханси
Ханс Юрген Кюрш (нем. Hans Jürgen Kürsch; родился 10 августа 1966 года, Ланк-Латум, Германия) — немецкий метал-музыкант, вокалист и один из основных композиторов немецкой метал-группы Blind Guardian. До 1998 года Ханси был также бас-гитаристом группы.
Его первой группой была Executor/Zero Fault, где Кюрш играл на ритм-гитаре. Вскоре вместе с Андре Ольбрихом основал группу Lucifer’s Heritage, впоследствии переименованную по его предложению в Blind Guardian.
Ханси пишет большую часть текстов песен Blind Guardian, которые посвящены фантастическим произведениям, мифам и религиозным притчам, а также более отвлечённым вопросам мировоззрения. Среди его любимых книг — «Бесконечная История» Михаэля Энде, «Смерть Артура» Томаса Мэлори, «Властелин колец» Джона Толкина, книги Майкла Муркока о Вечном Воителе.

## Вокал
На ранних альбомах Ханси Кюрш использовал вокальную технику «расщепление связок», которая позволяла выдавать более резкий и сильный надрывный звук. По словам самого Ханси, «Мои таланты заключались в невероятно громком крике», однако Андре Ольбрих охарактеризовал его как «вокалист, поющий как Пол Ди’Анно»(Iron Maiden).
На поздних альбомах Ханси стал чаще использовать чистый вокал, а с альбома Tales from the Twilight World он использует в качестве бэк-вокала собственные записи, переналоженные несколько раз, тем самым создавая эффект хора. Этот приём, называемый перепродюсирование, раньше использовался Фредди Меркьюри из Queen. Однако этот приём затрудняет исполнение песен в таком же виде живьём.
На альбоме Blind Guardian At the Edge of Time Кюрш снова вернулся к вокальной технике «расщепление связок».

## Личная жизнь
Кюрш женат, жена Андреа, сын Йонас (род. 2002).
Ханси признавался в интервью, что верит в Бога и считает себя христианином, но критически относится к церкви. В его стихах нередко встречается тема религии и сложных взаимоотношений человека, Бога и церкви.
В 1999 году в результате болезни Ханси почти оглох на одно ухо. Врачам удалось спасти его слух и карьеру.
Летом 2009 года Ханси, впервые за долгое время, состриг волосы.

## Сайд-проекты
С 1999 года Ханси, совместно с американским гитаристом Джоном Шаффером (Iced Earth) играет в сайд-проекте Demons and Wizards в жанре пауэр-метал.
Ханси Кюрш был гостем на альбомах следующих групп:
- Gamma Ray — Land of the Free — Farewell (1994)
- Gamma Ray — Somewhere Out In Space — Watcher In the Sky (1997)
- Grave Digger — Tunes of War (1996, бэк-вокал)
- Nepal — Manifiesto — Besando la Tierra, Estadio Chico (1997)
- Iron Savior — Iron Savior — For the World (1997)
- Edguy — Vain Glory Opera — Out of Control, Vain Glory Opera (1998)
- Grave Digger — Excalibur (1999, бэк-вокал)
- Therion — Deggial — Flesh of the Gods (2000)
- Rage — Unity (2002, бэк-вокал)
- Nuclear Blast All-Stars — Into The Light — Slaves To The Desert (кавер на Mind Odissey) (2007)
- Angra — Temple of Shadows — Winds of Destination (2004)
- Ayreon — 01011001 — песни, исполненные им, отмечены кельтским крестом: Age Of Shadows, Beneath The Waves, Newborn Race, The Fifth Extinction, Unnatural Selection, River of Time, The Sixth Extinction (2008)
- The Arrow — Lady Nite — Never Say Never (2009)
- Dreamtone & Iris Mavraki’s Neverland — Reversing Time — To Lose The Sun (2008)
- Van Canto — Hero — Take To The Sky (2008)
- Rage — Strings to a Web Bonus DVD (Live at Wacken Open Air 2009) — Set This World on Fire, All I Want, Invisible Horizons (2010)
- Grave Digger — The Ballad of Mary — Rebellion 2010 (2011)
- Grave Digger — The Clans Are Still Marching 2011 Live — Rebellion (2011)
- Solar Fragment — In Our Hands — Inside the Circle (2011)
- Heaven Shall Burn — Veto — Valhalla (кавер на Blind Guardian)(2013)
- Maegi — Skies Fall — Those We’ve Left Behind (2013)
- The Unguided — Fragile Immortality — Deathwalker (2014)
- Iced Earth — Plagues of Babylon — Among the Living Dead (2014)
- Disforia — The Age of Ether — The Dying Firmament (2014)
- Vexillum — Unum — The Sentenced (2015)
- In Extremo — Quid pro quo —  Roter Stern (2016)
- Ayreon — The Source — вокальные партии астронома (The Astronomer) (2017)
- Orphaned Land — Unsung Prophets & Dead Messiahs — Like Orpheus (2018)
- Avantasia — Moonglow — Book of Shallows, The Raven Child (2019)
- Powerwolf — Call of the Wild — Missa Cantorem II (2022)
- Saltatio Mortis — Finsterwacht — Finsterwacht (2024)